# Luangwa (rivier)

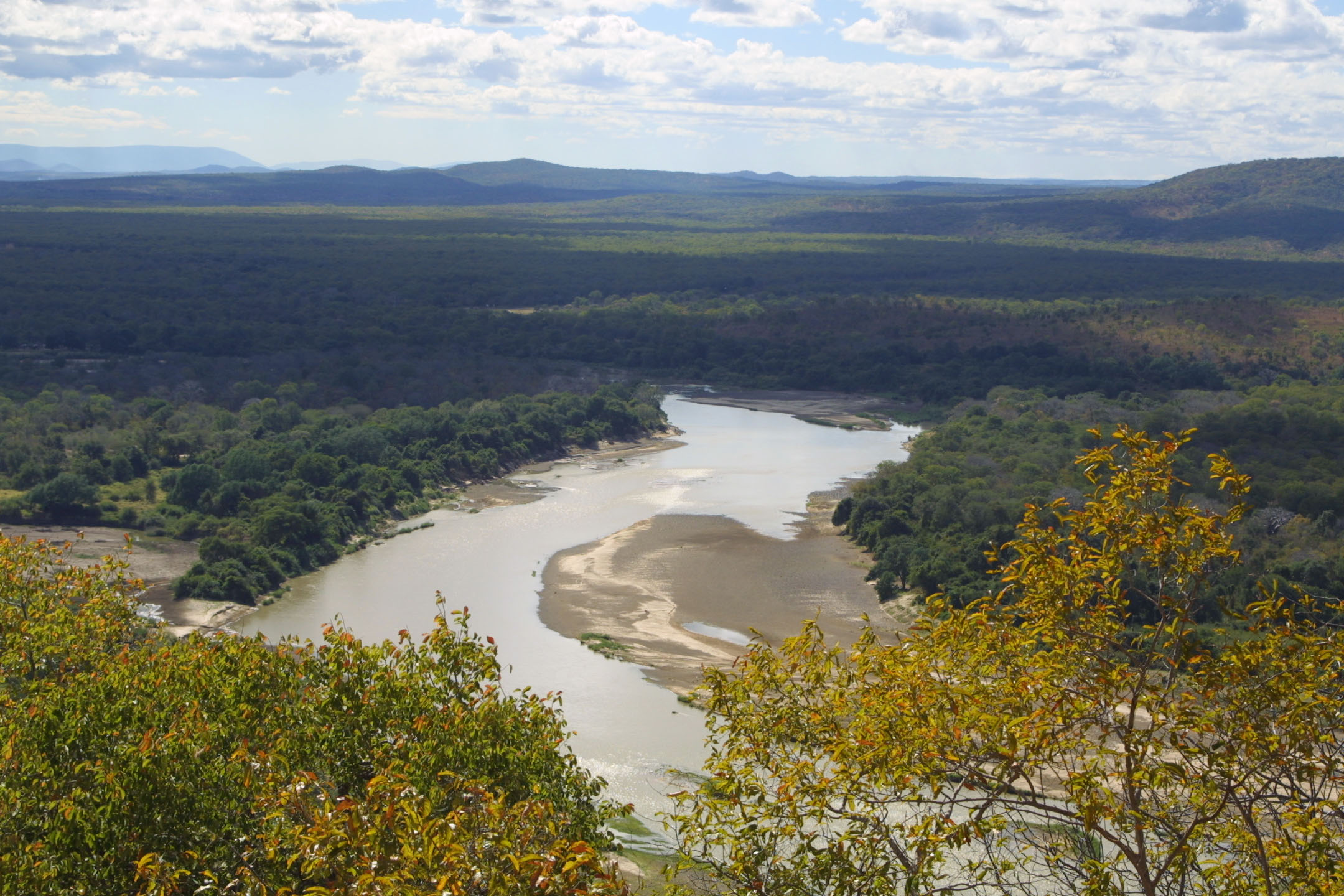
Luangwa Rivier nabij Ndevu

De Luangwa is de tweede grootste rivier in Zambia na de Zambesi. Deze rivier mondt uit in de Zambesi  in het Zambiaanse stadje Luangwa. De Luangwa is een belangrijke rivier voor de Zambiaanse nijlpaardenpopulatie.
In de vallei van de rivier is het meer dan 9.000 km² grote wereldbekende South Luangwa National Park gelegen.

## Media
- De documentaire Hippo King (2022)[1] volgt een volledige levenscyclus van een nijlpaard in het Luangwa-bekken, van geboorte tot oude dag.